# Yahya ibn Muhammad
Yaḥyā ibn Muḥammad (in arabo يحيى بن محمد‎?; ... – 864) fu il quinto sultano della dinastia degli Idrisidi, figlio di Muḥammad ibn Idrīs, regnò sul Maghreb al-Aqsa (l'attuale Marocco) dall'848, anno della morte del fratello ʿAlī Ḥaydara, all'864, anno della sua morte .

## Biografia
Il suo regno  relativamente pacifico vide l'arrivo a Fez di numerosi esuli provenienti da al-Andalus e dall'Ifriqiya. 
Nell'859 partì la costruzione dell'Università al-Qarawiyyin e della Moschea al-Andalus. L'Università Al-Qarawiyyin è considerata dall'UNESCO come la più antica università del mondo ancora in attività
Un racconto che testimonia le buone relazioni tra musulmani ed ebrei in epoca idriside dice che nell'860 il sultano Yaḥyā si innamorò di un'ebrea di Fez e la seguì in un mikveh del quartiere ebraico, dove la ragazza era andata per la tevilah,  tentando di rapirla. Anche se era la persona più potente del regno, il suo reato contro la comunità ebraica causò una violenta rivolta in tutta la città, sia tra gli ebrei che tra i musulmani.
Morì nell'864, all'età di circa 35 anni. Gli succedette al trono il figlio Yaḥyā ibn Yaḥyā.